# Ronde van Vlaanderen 2019
Op 7 april 2019 werd de Ronde van Vlaanderen 2019 gereden. Het was de 103e editie die werd gewonnen door de Italiaan Alberto Bettiol. De organisatie was in handen van Flanders Classics. 

## Mannen

### Parcours
De ronde start in Antwerpen en eindigt in Oudenaarde na een traject van 270,1 km.

#### Kasseistroken
| Kasseistrook | Naam             | Km    | Lengte (m) | Km van aankomst |
| ------------ | ---------------- | ----- | ---------- | --------------- |
| 1            | Lippenhovestraat | 87,3  | 1 300      | 179,2           |
| 2            | Paddestraat      | 88,8  | 1 500      | 177,7           |
| 3            | Holleweg         | 142,2 | 1 500      | 124,3           |
| 4            | Haaghoek         | 148,0 | 2 000      | 118,5           |
| 5            | Mariaborrestraat | 224,9 | 2 000      | 41,6            |

### Deelnemende ploegen
| 18 UCI World Tour-ploegen | 18 UCI World Tour-ploegen | 18 UCI World Tour-ploegen | 7 wildcards              |
| ------------------------- | ------------------------- | ------------------------- | ------------------------ |
| AG2R La Mondiale          | EF Education First        | Team INEOS                | Cofidis                  |
| Astana Pro Team           | Groupama-FDJ              | Team Jumbo-Visma          | Corendon-Circus          |
| Bahrain-Merida            | Lotto Soudal              | Team Katjoesja Alpecin    | Total Direct Énergie     |
| BORA-hansgrohe            | Movistar Team             | Team Sunweb               | Roompot-Charles          |
| CCC Team                  | Mitchelton-Scott          | Trek-Segafredo            | Sport Vlaanderen-Baloise |
| Deceuninck–Quick-Step     | Team Dimension Data       | UAE Team Emirates         | Vital Concept-B&B Hotels |
|                           |                           |                           | Wanty-Gobert             |
|                           |                           |                           |                          |

### Uitslag
| Plaats  | Naam                 | Ploeg                    | Tijd      |
| ------- | -------------------- | ------------------------ | --------- |
| Winnaar | Alberto Bettiol      | EF Education First       | 6u18'49"" |
| 2       | Kasper Asgreen       | Deceuninck–Quick-Step    | + 14"     |
| 3       | Alexander Kristoff   | UAE Team Emirates        | + 17"     |
| 4       | Mathieu van der Poel | Corendon-Circus          | z.t.      |
| 5       | Nils Politt          | Team Katjoesja Alpecin   | z.t.      |
| 6       | Michael Matthews     | Team Sunweb              | z.t.      |
| 7       | Oliver Naesen        | AG2R La Mondiale         | z.t.      |
| 8       | Alejandro Valverde   | Movistar Team            | z.t.      |
| 9       | Tiesj Benoot         | Lotto Soudal             | z.t.      |
| 10      | Greg Van Avermaet    | CCC Team                 | z.t.      |
| 11      | Peter Sagan          | BORA-hansgrohe           | z.t.      |
| 12      | Jens Keukeleire      | Lotto Soudal             | z.t.      |
| 13      | Dries Van Gestel     | Sport Vlaanderen-Baloise | z.t.      |
| 14      | Wout van Aert        | Team Jumbo-Visma         | z.t.      |
| 15      | Sebastian Langeveld  | EF Education First       | z.t.      |
| 16      | Bob Jungels          | Deceuninck–Quick-Step    | z.t.      |
| 17      | Yves Lampaert        | Deceuninck–Quick-Step    | z.t.      |
| 18      | Dylan van Baarle     | Team Sky                 | + 24"     |
| 19      | Jasper Stuyven       | Trek-Segafredo           | + 1'19"   |
| 20      | Stijn Vandenbergh    | AG2R La Mondiale         | + 1'58"   |

## Vrouwen
Op 7 april 2019 werd de Ronde van Vlaanderen 2019 gereden. Het was de 16e editie voor de vrouwen die werd gewonnen door de Italiaanse Marta Bastianelli. 

### Parcours
De ronde startte en eindigde in Oudenaarde na een traject van 159,2 km.

#### Kasseistroken
| Kasseistrook | Naam             | Km   | Lengte (m) | Km van aankomst |
| ------------ | ---------------- | ---- | ---------- | --------------- |
| 1            | Lange Munte      | 9,6  | 2470       | 149,6           |
| 2            | Lippenhovestraat | 33,3 | 1300       | 125,9           |
| 3            | Paddestraat      | 34,8 | 1500       | 124,4           |
| 4            | Haaghoek         | 61,1 | 2000       | 98,1            |

### Deelnemende ploegen
| UCI-teams          | UCI-teams                          | UCI-teams                     |
| ------------------ | ---------------------------------- | ----------------------------- |
| Alé Cipollini      | CCC-Liv                            | Parkhotel Valkenburg          |
| Aromitalia Vaiano  | Doltcini-Van Eyck Sport            | Servetto–Piumate–Beltrami TSA |
| Astana             | FDJ Nouvelle-Aquitaine Futuroscope | Team Sunweb                   |
| BePink             | Health Mate-Cyclelive              | Team Tibco                    |
| Bigla              | Hitec Products                     | Team Virtu                    |
| Boels Dolmans      | Lotto Soudal Ladies                | Trek-Segafredo                |
| BTC City Ljubljana | Mitchelton-Scott                   | Valcar-Cylance                |
| Canyon-SRAM        | Movistar Team                      | WNT-Rotor                     |

### Uitslag
| Plaats  | Naam                  | Ploeg                | Tijd     |
| ------- | --------------------- | -------------------- | -------- |
| Winnaar | Marta Bastianelli     | Team Virtu           | 4u16'50" |
| 2       | Annemiek van Vleuten  | Michelton-Scott      | z.t.     |
| 3       | Cecilie Uttrup Ludwig | Bigla                | z.t.     |
| 4       | Sofia Bertizzolo      | Team Virtu           | + 7"     |
| 5       | Ellen van Dijk        | Trek-Segafredo       | z.t.     |
| 6       | Katarzyna Niewiadoma  | Canyon-SRAM          | z.t.     |
| 7       | Chantal Blaak         | Boels Dolmans        | + 10"    |
| 8       | Lisa Brennauer        | WNT-Rotor            | + 55"    |
| 9       | Lucinda Brand         | Team Sunweb          | z.t.     |
| 10      | Amy Pieters           | Boels Dolmans        | z.t.     |
| 11      | Marta Cavalli         | Valcar-Cylance       | z.t.     |
| 12      | Soraya Paladin        | Alé Cipollini        | z.t.     |
| 13      | Gracie Elvin          | Mitchelton-Scott     | z.t.     |
| 14      | Lisa Klein            | Canyon-SRAM          | z.t.     |
| 15      | Alison Jackson        | Team Tibco           | z.t.     |
| 16      | Sofie De Vuyst        | Parkhotel Valkenburg | z.t.     |
| 17      | Elisa Longo Borghini  | Trek-Segafredo       | z.t.     |
| 18      | Vita Heine            | Hitec Products       | z.t.     |
| 19      | Floortje Mackaij      | Team Sunweb          | z.t.     |
| 20      | Amanda Spratt         | Mitchelton-Scott     | + 58"    |

1913 · 
1914 · 
1915 · 
1916 · 
1917 · 
1918 · 
1919 · 
1920 · 
1921 · 
1922 · 
1923 · 
1924 · 
1925 · 
1926 · 
1927 · 
1928 · 
1929 · 
1930 · 
1931 · 
1932 · 
1933 · 
1934 · 
1935 · 
1936 · 
1937 · 
1938 · 
1939 · 
1940 · 
1941 · 
1942 · 
1943 · 
1944 · 
1945 · 
1946 · 
1947 · 
1948 · 
1949 · 
1950 · 
1951 · 
1952 · 
1953 · 
1954 · 
1955 · 
1956 · 
1957 · 
1958 · 
1959 · 
1960 · 
1961 · 
1962 · 
1963 · 
1964 · 
1965 · 
1966 · 
1967 · 
1968 · 
1969 · 
1970 · 
1971 · 
1972 · 
1973 · 
1974 · 
1975 · 
1976 · 
1977 · 
1978 · 
1979 · 
1980 · 
1981 · 
1982 · 
1983 · 
1984 · 
1985 · 
1986 · 
1987 · 
1988 · 
1989 · 
1990 · 
1991 · 
1992 · 
1993 · 
1994 · 
1995 · 
1996 · 
1997 · 
1998 · 
1999 · 
2000 · 
2001 · 
2002 · 
2003 · 
2004 · 
2005 · 
2006 · 
2007 · 
2008 · 
2009 · 
2010 · 
2011 · 
2012 · 
2013 · 
2014 · 
2015 · 
2016 · 
2017 · 
2018 · 
2019 · 
2020 · 
2021 · 
2022 · 
2023 · 
2024
Lijst van beklimmingen
Tour Down Under ·
Great Ocean Road Race ·
Ronde van de Verenigde Arabische Emiraten ·
Omloop Het Nieuwsblad ·
Strade Bianche ·
Parijs-Nice · 
Tirreno-Adriatico · 
Milaan-San Remo ·
Ronde van Catalonië ·
Driedaagse Brugge-De Panne ·
E3 BinckBank Classic ·
Gent-Wevelgem ·
Dwars door Vlaanderen ·
Ronde van Vlaanderen ·
Ronde van het Baskenland ·
Parijs-Roubaix ·
Amstel Gold Race ·
Ronde van Turkije ·
Waalse Pijl ·
Luik-Bastenaken-Luik ·
Ronde van Romandië ·
Eschborn-Frankfurt ·
Ronde van Italië ·
Ronde van Californië ·
Critérium du Dauphiné ·
Ronde van Zwitserland ·
Ronde van Frankrijk ·
Clásica San Sebastián ·
Ronde van Polen ·
RideLondon Classic ·
BinckBank Tour ·
Ronde van Spanje ·
EuroEyes Cyclassics ·
Bretagne Classic ·
GP van Quebec ·
GP van Montreal ·
Ronde van Lombardije ·
Ronde van Guangxi
 Strade Bianche ·
 Ronde van Drenthe ·
 Trofeo Alfredo Binda-Comune di Cittiglio ·
 Driedaagse Brugge-De Panne ·
 Gent-Wevelgem ·
 Ronde van Vlaanderen ·
 Amstel Gold Race ·
 Waalse Pijl ·
 Luik-Bastenaken-Luik ·
 Ronde van Chongming ·
 Ronde van Californië ·
 Emakumeen Bira ·
 The Women's Tour ·
 Ronde van Italië voor vrouwen ·
 La Course by Le Tour de France ·
 RideLondon Classic ·
 Open de Suède Vårgårda ·
 Ronde van Noorwegen ·
 Bretagne Classic ·
 Boels Rental Ladies Tour ·
 La Madrid Challenge by La Vuelta ·
 Ronde van Guangxi